# Pont-sur-Meuse
Pont-sur-Meuse é uma comuna francesa na região administrativa de Grande Leste, no departamento de Meuse. Estende-se por uma área de 3,63 km². Em 2010 a comuna tinha 136 habitantes (densidade: 37,5 hab./km²).